# (25577) Wangmanqiang
(25577) Wangmanqiang est un astéroïde de la ceinture principale d'astéroïdes.

## Description
(25577) Wangmanqiang est un astéroïde de la ceinture principale d'astéroïdes. Il fut découvert le 14 décembre 1999 à Socorro (Nouveau-Mexique) par le projet LINEAR. Il présente une orbite caractérisée par un demi-grand axe de 2,38 UA, une excentricité de 0,04 et une inclinaison de 5,9° par rapport à l'écliptique.

## Compléments